# Twist Phelan
Twist Phelan ist eine US-amerikanische Thriller-Autorin und Juristin.

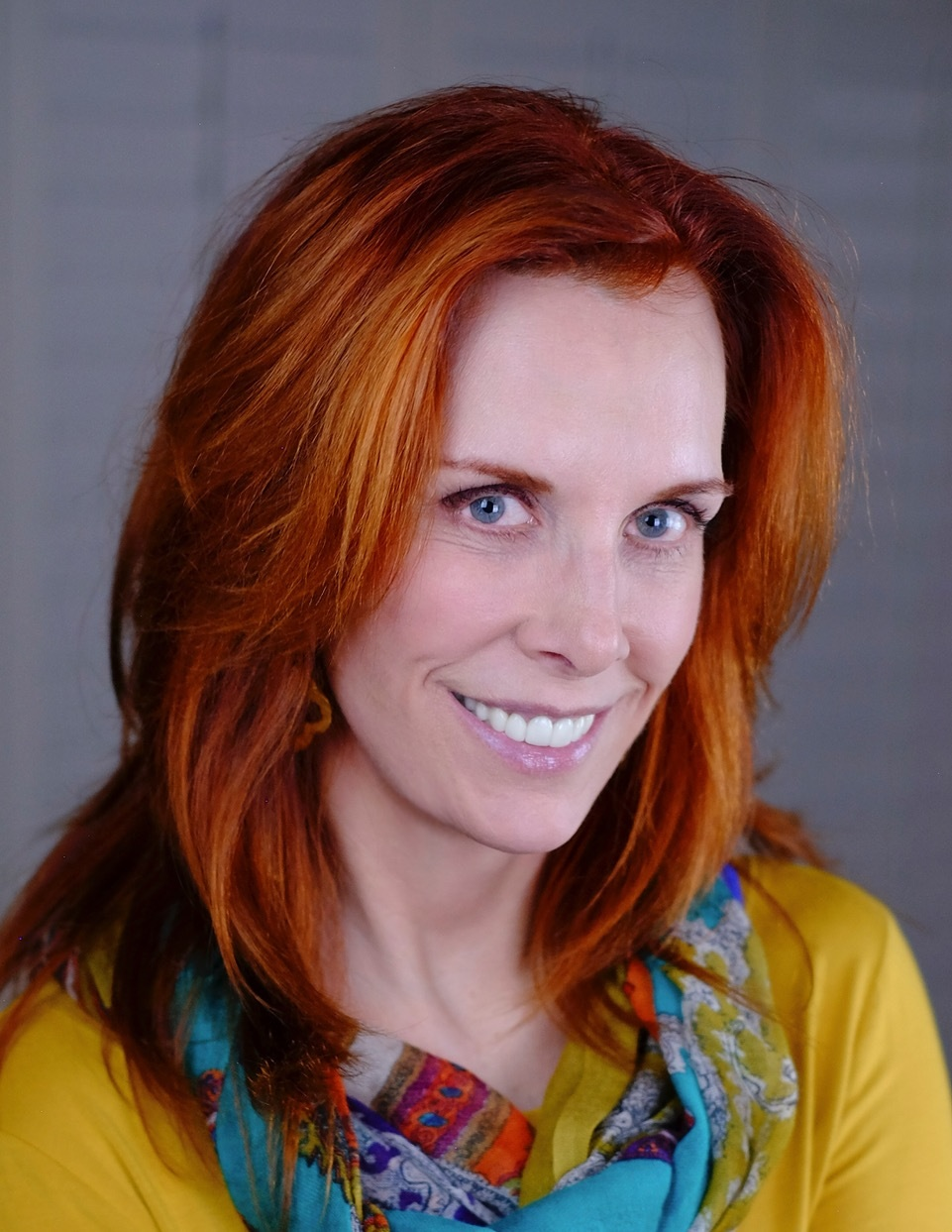
Twist Phelan

Phelan gewann für ihre Kurzgeschichten A Stab in the Heart (2010) und Footprints in Water (2014) jeweils den International Thriller Award in der Kategorie Beste Kurzgeschichte.
Vor ihrer Tätigkeit als Autorin absolvierte Phelan ein Studium mit dem Abschluss Bachelor und Degree in Law an der Stanford University.

## Werke (Auswahl)
- Heir Apparent. Sands Publishing, 2002.
- Family Claims. Poisoned Pen Press, 2004, ISBN 978-1-59058-110-0.
- Spurred Ambition. Poisoned Pen Press, 2006, ISBN 978-1-59058-147-6.
- False Fortune. Poisoned Pen Press, 2007, ISBN 978-1-59058-363-0.